# Christian Grønborg
Christian Grønborg, né le 29 juin 1962 à Sorø, est un skipper danois.

## Carrière
Christian Grønborg participe aux Jeux olympiques d'été de 1988 à Séoul et remporte la médaille d'or dans la catégorie du Flying Dutchman.